# 조지 스콧 (1895년생 야구 선수)
조지 윌슨 스콧(영어: George Wilson Scott, 1895년 11월 17일~1962년 12월 3일)은 미국의 프로 야구 선수로, 메이저 리그 베이스볼(MLB)의 세인트루이스 카디널스에서 1920년에 투수로 2경기에 출전했다.
메이저 리그 데뷔 경기는 8월 17일 피츠버그 파이리츠전으로, 7회초 구원 투수로 등판해 2이닝 동안 2피안타 2실점했으며 소속팀은 10–6으로 패배했다. 메이저 리그에서의 두 번째 경기이자 마지막 경기는 9월 13일 뉴욕 자이언츠와의 경기로, 3회말 구원 등판해 4이닝 동안 2피안타 1실점을 기록했고 소속팀은 7–0으로 패했다.
메이저 리그에서의 통산 성적은 2경기에 출전해 6이닝 동안 4피안타 3실점(3자책), 3볼넷, 1탈삼진을 기록했다.